# Кобзар (літературне об'єднання)
Літературне об'єднання «Кобзар» (скорочено ЛО «Кобзар») — всеукраїнська громадська організація, створена установчими зборами 20 серпня 2009 року в Києві. Зареєстрована Міністерством юстиції України 22 жовтня 2009 року.

## Основні відомості
Згідно зі статутом, організація створена з метою «об'єднання громадян для задоволення та захисту соціальних, економічних, творчих вікових, національно-культурних інтересів, законних прав і інтересів у творчих сферах суспільного життя, всебічного сприяння розкриттю і реалізації творчого потенціалу членів об'єднання, пошуку та об'єднанню дійсно талановитих, розумних та самобутніх авторів, розвитку української літератури, возвеличенню та повноцінному розкриттю творчого та культурного життя нації».
ЛО «Кобзар» має 16 обласних осередків і кілька літературних студій, що працюють у відповідних напрямках.
Голова правління ЛО «Кобзар» — Дмитро Сергійович Папета, громадський діяч, поет, філософ. Заступник голови правління — Лера Крок, громадський діяч, журналіст та поет. Активісти ЛО «Кобзар»: Андрій Лемешко, Тетяна Негрій, Тетяна Шкурак та ін.

## Діяльність
Восени 2009 року ЛО «Кобзар» провело всеукраїнський поетичний конкурс «Подорожжю Чумацьким шляхом», за результатами якого видано збірку «Перша поетична збірка». До неї увійшли роботи п'ятдесяти поетів, що були обрані з понад чотирьох сотень учасників конкурсу.
2010 року ЛО «Кобзар» започаткувало та провело перший загальнодержавний конкурс українського фентезі «Майстерня чудес». Конкурс є регулярним проектом ЛО «Кобзар» і проходить щорічно. Переможницею першого конкурсу стала Ірина Герасимук з оповіданням «Утікач».
Також 2010 року ЛО «Кобзар» спільно з «Українською Літературною Газетою» провело поетичний конкурс «Кохання у мережі», присвячений коханню, що зародилося через Інтернет. Конкурс проходив у соціальній мережі «В Контакті» і його переможцем став Владислав Шубенков.
Весною цього ж року було впроваджено культурно-просвітницьку програму «Майстри сучасної класики». Її суть полягає у знайомстві школярів та студентів з відомими сучасними письменниками та поетами. Від 15 березня до 20 травня було проведено більше десяти зустрічей з авторами, серед яких були Іван Андрусяк, Сергій Батурин, Наталка Поклад, Богдан Жолдак, Валерій та Наталія Лапікури. Зустрічі відбувалися у Києві, Вінниці, Бердичеві та інших містах України.
Також ЛО «Кобзар» і його представники брали участь у фестивалях «Трипільське коло», «Тарасовими шляхами» та ін.
У 2011 році ЛО «Кобзар» провело черговий етап щорічного конкурсу прози «Майстерня чудес 2011». Також було започатковано нову літературну відзнаку «Золотий тризуб».
На весні 2011 року ВГО ЛО «Кобзар» виступило ініціатором створення Всеукраїнської асоціації вчителів і викладачів української мови та літератури.